# Jacob Wiley
Jacob Wiley (ur. 4 września 1994 w Long Beach) – amerykański koszykarz, występujący na pozycji niskiego skrzydłowego, posiadający także północno-macedońskie obywatelstwo, aktualnie zawodnik Buducnostu Voli Podgorica.
4 marca 2018 został zawodnikiem niemieckiego MHP Riesen Ludwigsburg. 1 sierpnia dołączył do australijskiego Adelaide 36ers.
20 lutego 2019 dołączył do hiszpańskiego Herbalife Gran Canaria. 13 czerwca podpisał umowę z greckim Panathinaikosem Ateny.
3 lipca 2021 zawarł kontrakt z czarnogórskim Buducnostem Voli Podgorica.

## Osiągnięcia
Stan na 3 lipca 2021, na podstawie, o ile nie zaznaczono inaczej.
College
- Uczestnik turnieju NCAA (2013)
- Mistrz:
  - turnieju konferencji Big Sky (2013)
  - sezonu regularnego Big Sky (2013)
- Zawodnik roku konferencji Big Sky NCAA (2017)[8]
- Najlepszych nowo przybyły zawodnik roku konferencji Frontier (2015)
- Defensywny zawodnik roku Big Sky NCAA (2017 według HoopsHD.com)
- MVP turnieju MVP of Legends Classic Sub-Regional (2017)
- Zaliczony do:
  - I składu:
    - Big Sky NCAA (2017)
    - turnieju Big Sky NCAA (2017)
    - NAIA All-American (2016)
    - All-Frontier NAIA (2015, 2016)

  - składu honorable mention All-American NCAA (2017 przez Associated Press)
- Lider Big Sky w[9]:
  - blokach (2017)
  - zbiórkach (2017)
  - stratach (2017)
  - skuteczności rzutów z gry (2017)

Drużynowe
- Mistrz Grecji (2020)
- Zdobywca Pucharu Grecji (2020)